# ヨハン・バーラー

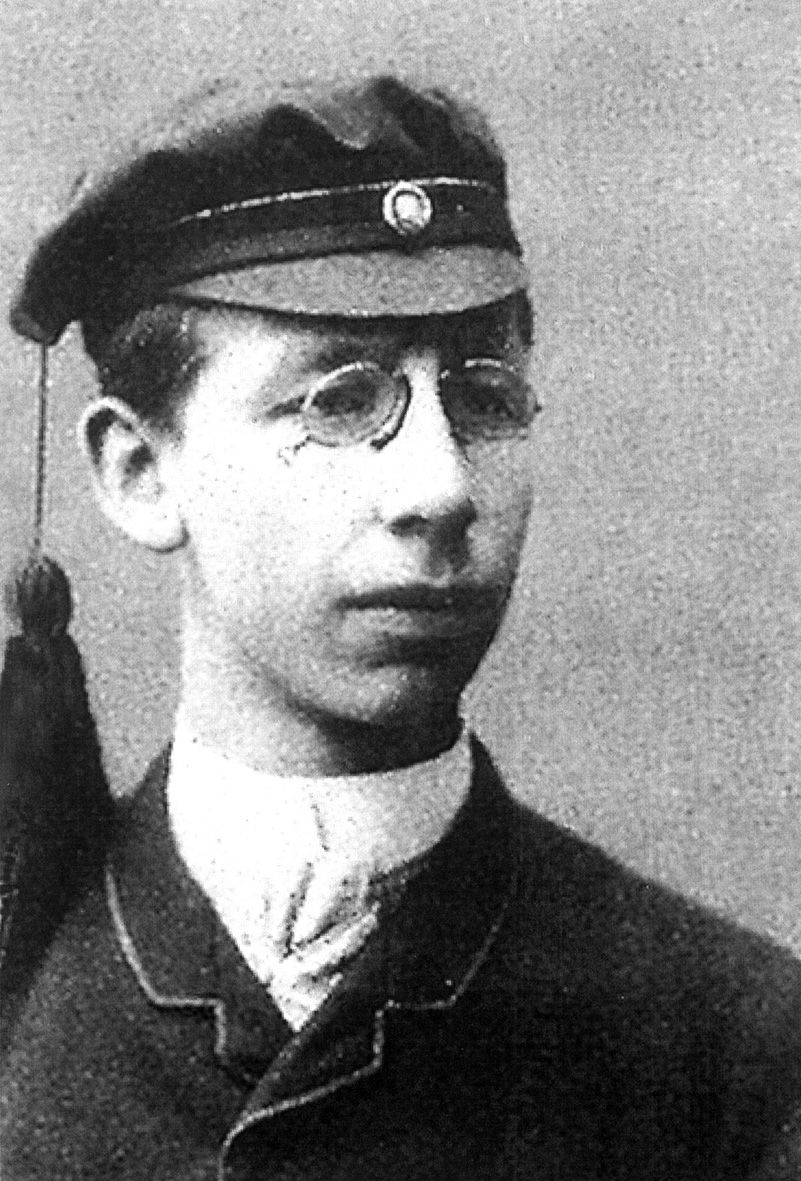
ヨハン・バーラー（1887年）

バーラーにより1899年と1901年に特許取得されたペーパークリップ

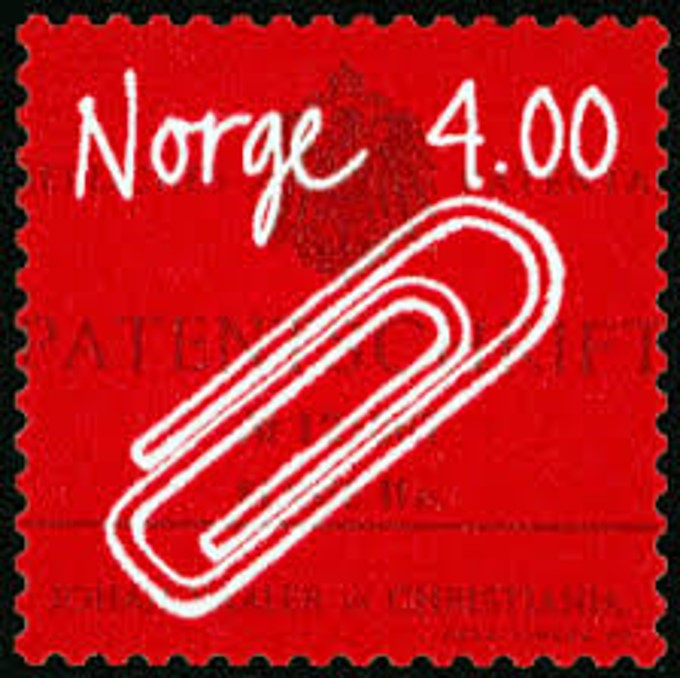
バーラーがペーパークリップを発明したとされることを記念して1999年に発行された郵便切手。描かれているのは一般的なゼムクリップであり、バーラーが特許を取得したものではない。

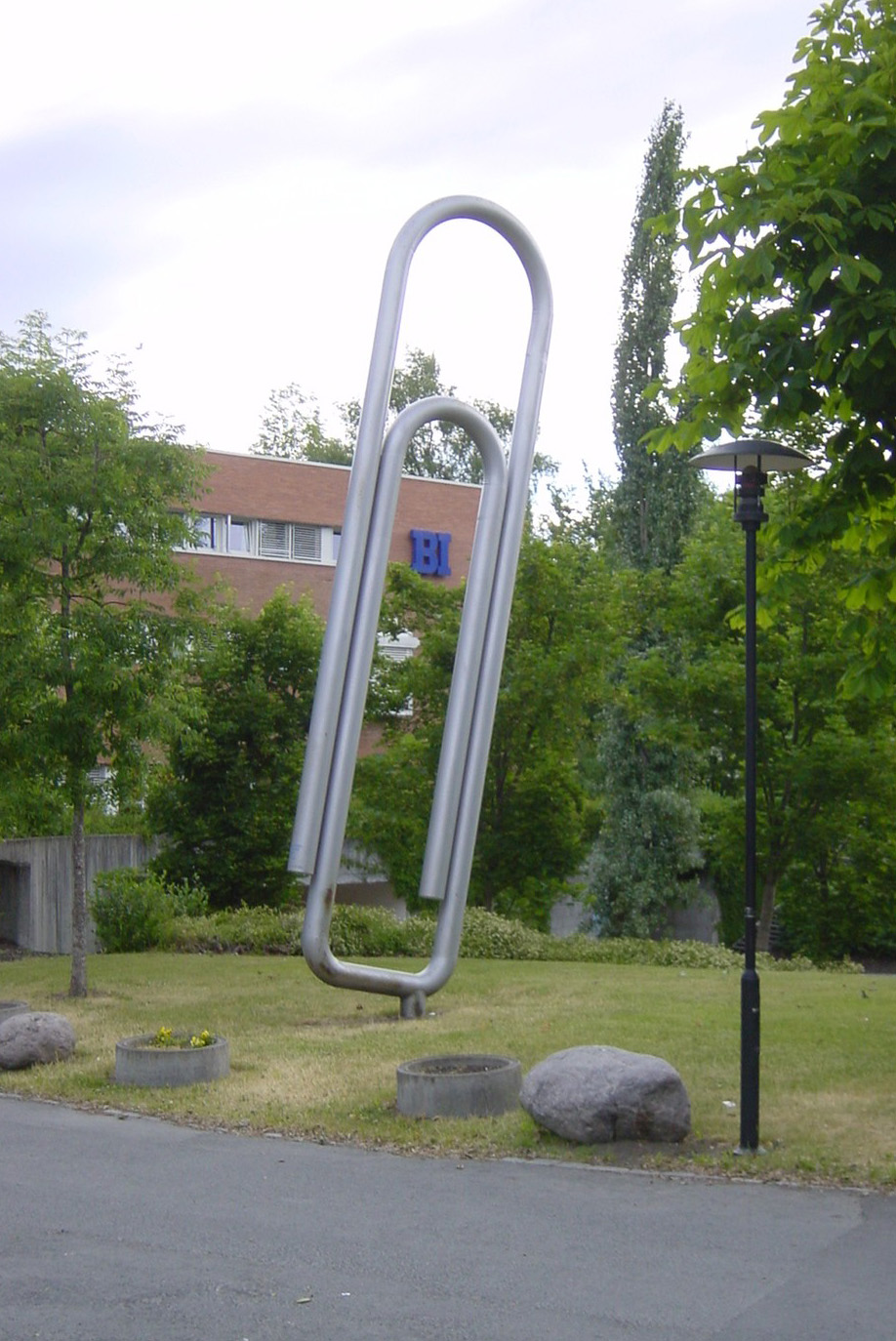
バーラーの発明を記念して1989年にノルウェーのサンドヴィカに造られた巨大なペーパークリップ。この高さ23フィートのクリップは、バーラーが特許を取得したものではなくゼムと呼ばれるものである。

ヨハン・バーラー（Johan Vaaler、1866年3月15日 - 1910年3月14日）は、ノルウェーの発明家、特許事務員。100年以上前からオフィスで働く誰もが知っている一般的なペーパークリップを発明した人物としてしばしば誤って認識されている。著名な真空設計者であるArnold Vaalerのおじにあたる。

## 経歴
ノルウェー、アーケシュフース県、Aurskog-Høland生まれ。1892年から死去する1910年までクリスチャニア（現在のオスロ）にあるAlfred Jørgen Brynの特許事務所(Alfred J. Bryns Patentkontor)で特許審査官及びマネージャーとして勤務した。
1901年、バーラーは鋼線の糸から構成される、紙を束ねる一種の綴じ具を考案した。その年の11月12日にドイツの特許を出願した。1901年6月6日に特許を取得した (DE 121067).。また、1901年1月9日には米国特許を出願。米国特許は1901年6月4日に取得された。
バーラーは知らなかったが、より機能的で実用的なペーパークリップがすでにイギリスのGem Manufacturing Company Ltdにより生産されていたが、ノルウェーでは販売されていなかった。彼のデザインはワイヤが2周していないという点で劣っていた。当時の特許庁は非常に寛大で先行する発明からわずかな変更を加えただけでも特許を取得することができたため、より優れた製品があったにもかかわらず、バーラーは自身のデザインを海外で特許化することに成功したのであろう。
アメリカでは1867年以降いくつかのタイプのペーパークリップについて特許が取得されていたが、"Gem"（ゼム）タイプは当時も（そして今も）特許は取得されていない。バーラーは、クリスチャニアにあるBryns特許事務所の職員として、ノルウェーの特許法や手続きに精通していた。彼が海外に出願した理由は不明であるが、自身の発明に大きすぎる自信を持っており、商業的権利を国際的に確保する必要があると考えたのかもしれません。また、ノルウェーの発明家たちは国内の小さな市場では困難に直面するだろうと考えていたのかもしれない。おそらく彼が生きている間にノルウェーで導入されたであろうゼムクリップに直面し、すぐに人生の落胆を味わったに違いない。彼がノルウェーや海外の潜在的な製造業者に連絡を取ろうとしたことは不明であるが、この自発性がないことは優れたクリップがすでに存在することをすぐに知ったことを裏付けているように見える。この特許はひっそりと失効した。その間にゼムクリップはノルウェー含む世界を征服した。ノルウェーの釣り針の製造会社であるGjøvikのO. Mustad & Son ASは1928年からゼムタイプのペーパークリップを製造していた。
バーラーが発明したとされるペーパークリップは、第二次世界大戦後にノルウェーで知られるようになり、一部の百科事典にも掲載されている。第二次世界大戦中の出来事が、ペーパークリップを国家的象徴としての神話的地位に大きく貢献した。第二次世界大戦中にドイツがノルウェーを占領していたとき、国の象徴や亡命中の国王ホーコン7世のイニシャルをあしらったピンやバッジが禁止された後、ノルウェー人は占領軍や地元のナチ当局への抵抗の象徴として、襟にクリップをつけ始めた。クリップは連帯感や団結力を意味していた。ペーパークリップはノルウェー語で"binders"と呼ばれているため、その象徴性はさらに明らかであった。当時はノルウェーが起源であることはあまり知られていなかったが、多くの愛国者の戦時中の経験に加え広く信じられている話が加わることで国の象徴としての地位が高まった。バーラーの発明とされるものに対する国民の誇りを証明するものとして、1999年に発行された郵便切手や1989年にBI商業大学の前に建てられた巨大なペーパークリップがある。

## 文献
- Petroski, Henry (1992)  The Evolution of Useful Things ISBN 0-679-74039-2 (Vintage Books, Knopf Doubleday Publishing Group)